# Santa Eudóxia
Santa Eudóxia é um distrito do município brasileiro de São Carlos, no interior do estado de São Paulo.

## História

### Origem
O povoado que deu origem ao distrito surgiu às margens do córrego Itararé, local onde se estabeleceram indígenas e posseiros que vinham tentar a sorte no interior do país.
No centro do povoado surgiu a capela de São Sebastião, que acabou dando o nome de São Sebastião do Itararé ao local, depois alterado para São Sebastião do Quilombo, por conta da Sesmaria do Quilombo, da qual as terras do atual distrito faziam parte.
Nestas terras é formada uma fazenda que foi adquirida por Francisco da Cunha Bueno por volta de 1869, que recebeu o nome de Fazenda Santa Eudóxia.
A fazenda recebeu o nome em homenagem à finada esposa de Cunha Bueno, Dona Eudóxia Henriquetta de Oliveira, da família do homem mais rico da região, o Visconde do Rio Claro, que casou-se com Francisco em 1851 e morreu anos antes dele se estabelecer na fazenda por envenenamento.
Em parceria com seu sobrinho e genro Alfredo Ellis, Cunha Bueno se estabeleceu nesta nova fazenda e trouxe para a região mais de uma centena de escravos, vindos de outras fazendas suas em Itaqueri da Serra. Em alguns anos, despontou como maior produtora de café da região.
Cunha Bueno também morou em São Carlos, local em que hospedou Dom Pedro II três anos antes da queda do Império.
O Imperador surpreendeu-se com lavoura de café na região, e dizia com orgulho: "Custa crer que os paulistas tenham erguido esse monumento agrícola, como não há outro. Isso é extraordinário". Cunha Bueno retrucava com ênfase: "Aliás, é bom que Vossa Majestade saiba, e tenha sempre em mente, que tudo na evolução histórica paulista é fruto da pura iniciativa privada".
Impressionado com a personalidade de Cunha Bueno, Dom Pedro II informou a Rodrigo Augusto da Silva, personalidade do Partido Conservador e parente do velho senhor paulista, que pretendia nomeá-lo Visconde de Tietê.
Mas Rodrigo Silva pediu-lhe que reservasse esse título para um outro familiar, razão pela qual o Imperador assinou em 07/05/1887 decreto nomeando-o como Barão de Itaqueri. Em 06/06/1887 ele passou a denominar-se Barão de Cunha Bueno, e em 02/01/1889 foi elevado para Visconde de Cunha Bueno.
Outra figura da história de Santa Eudóxia foi Roque José Florêncio (1828-1958), o Pata Seca, homem negro escravizado, da propriedade do Visconde de Cunha Bueno. Segundo relatos, Pata Seca teria vivido 131 anos e tido mais de 200 filhos.

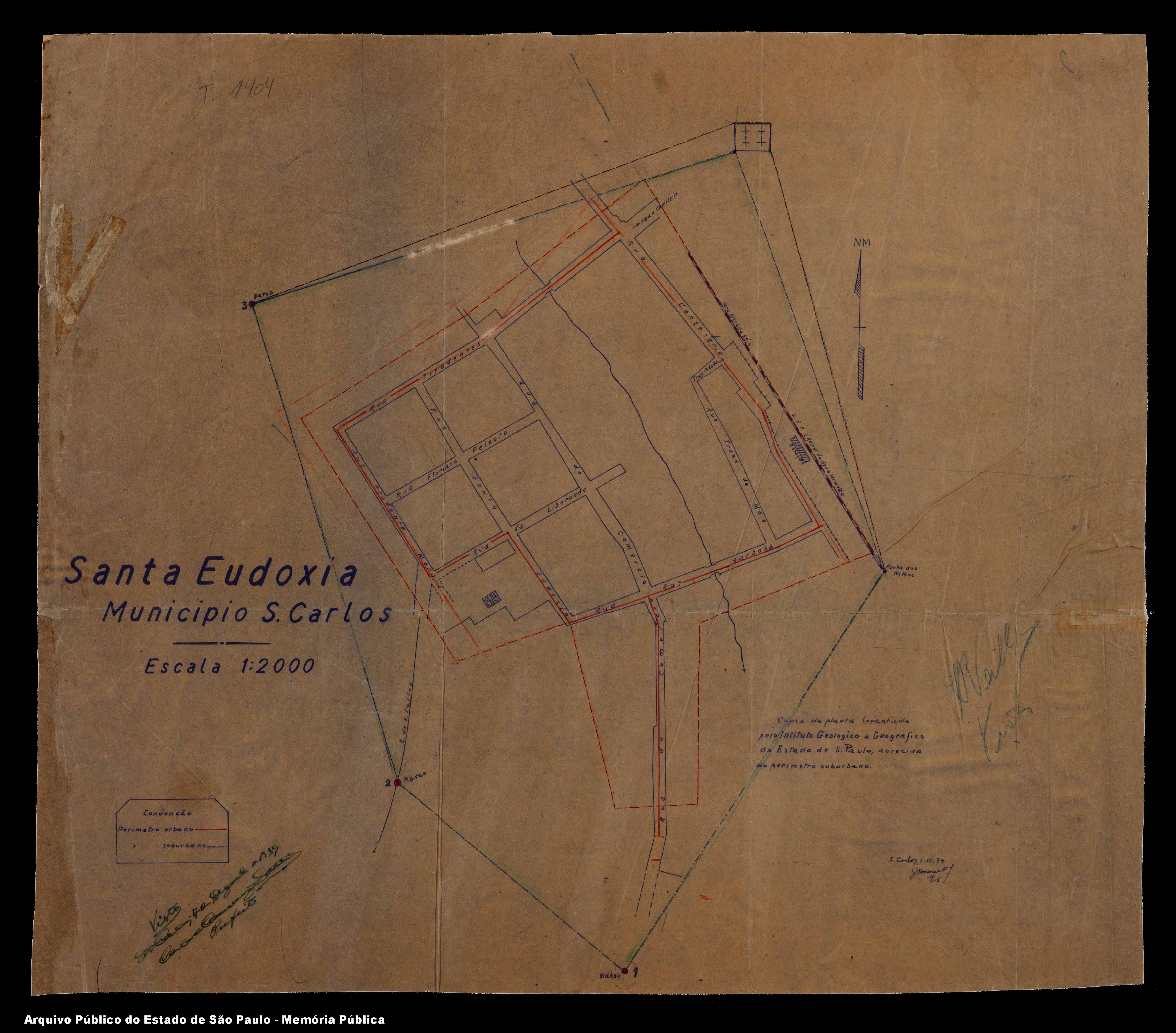
Planta da área urbana original.

### Desenvolvimento
Dentro da fazenda, próximo ao antigo povoado, foi inaugurada a estação ferroviária Santa Eudóxia pela Companhia Paulista de Estradas de Ferro em 20/09/1893.
Na última década do século XIX o povoado ganhou um novo impulso com a chegada de famílias de São Carlos que fugiam de uma epidemia de febre amarela que acometeu a cidade. Com essa migração foi construída a Igreja de Santa Eudóxia, financiada por vários fazendeiros de São Carlos.

A população do distrito foi formada principalmente por descendentes de imigrantes europeus, que vieram trabalhar nas fazendas de café da região e servindo também como mão-de-obra na construção das obras nas fazendas.

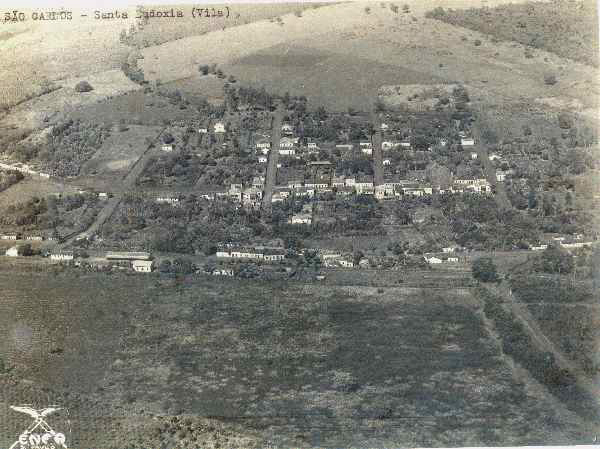
Vista aérea (década de 40).

### Formação administrativa
- Distrito policial de Santa Eudoxia criado em 06/03/1899, no município de São Carlos[9].
- Distrito criado pela Lei nº 1.331 de 22/11/1912, com sede na povoação de Santa Eudóxia[10].

### Pedido de emancipação
O distrito tentou a emancipação político-administrativa e ser elevado à município, através de processo que deu entrada na Assembléia Legislativa do Estado de São Paulo no ano de 1995, mas o processo encontra-se com a tramitação suspensa.

## Geografia

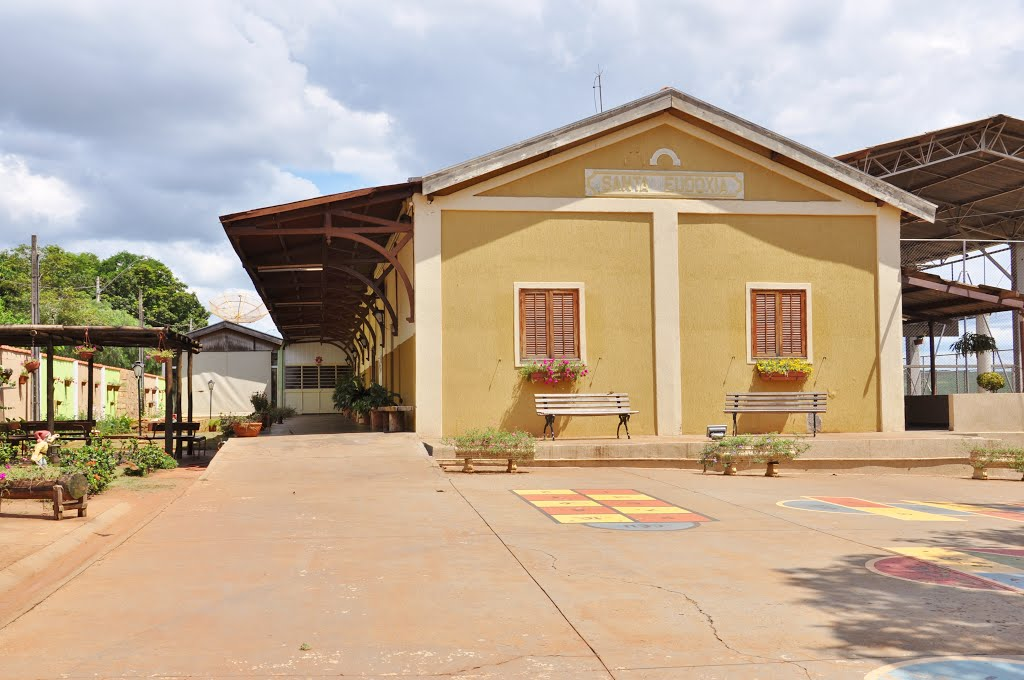
Antiga estação ferroviária.

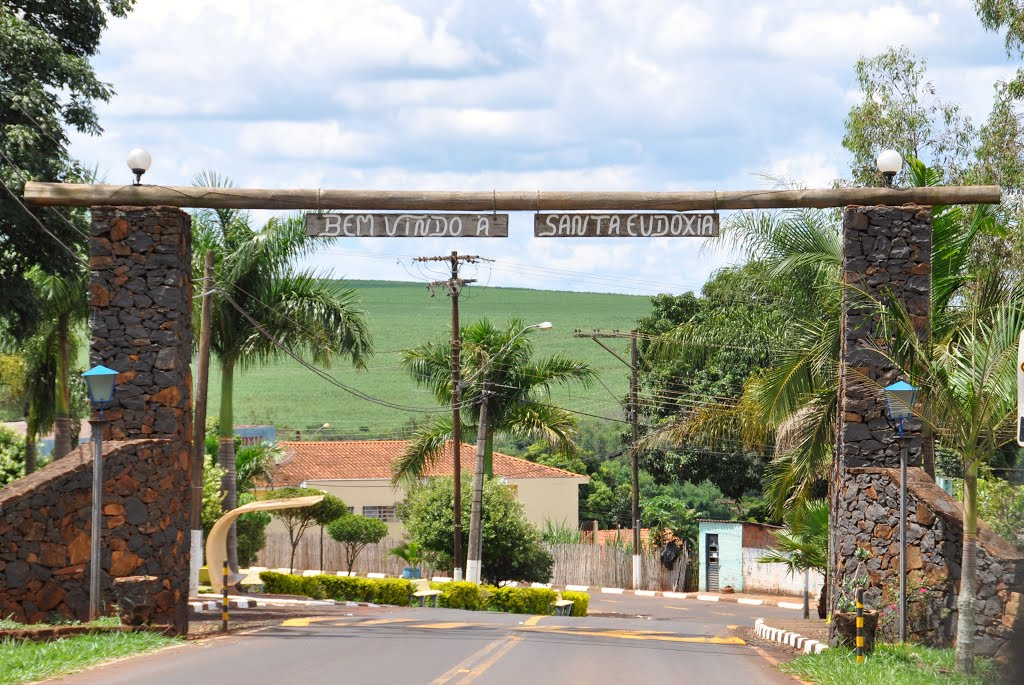
Entrada de Santa Eudóxia.

### Demografia

#### População urbana
| Crescimento população urbana | Crescimento população urbana | Crescimento população urbana | Crescimento população urbana |
| Censo                        | Pop.                         |                              | %±                           |
| ---------------------------- | ---------------------------- | ---------------------------- | ---------------------------- |
| 1934                         | 716                          |                              |                              |
| 1940                         | 601                          |                              | −16,1%                       |
| 1950                         | 657                          |                              | 9,3%                         |
| 1960                         | 693                          |                              | 5,5%                         |
| 1970                         | 794                          |                              | 14,6%                        |
| 1980                         | 856                          |                              | 7,8%                         |
| 1991                         | 1 180                        |                              | 37,9%                        |
| 2000                         | 1 756                        |                              | 48,8%                        |
| 2010                         | 1 845                        |                              | 5,1%                         |
| Fonte: IBGE e Fundação SEADE |                              |                              |                              |

#### População total
Pelo Censo 2010 (IBGE) a população total do distrito era de 2 570 habitantes.

### Área territorial
A área territorial do distrito é de 401,012 km².

### Rodovias
O distrito está localizado 28 km ao norte de São Carlos por estrada vicinal, sendo o acesso no km 245,5 da Rodovia Eng. Thales de Lorena Peixoto Júnior (SP-318).

### Hidrografia
- Rio Mogi-Guaçu, do qual o Rio do Quilombo é afluente.

## Serviços públicos

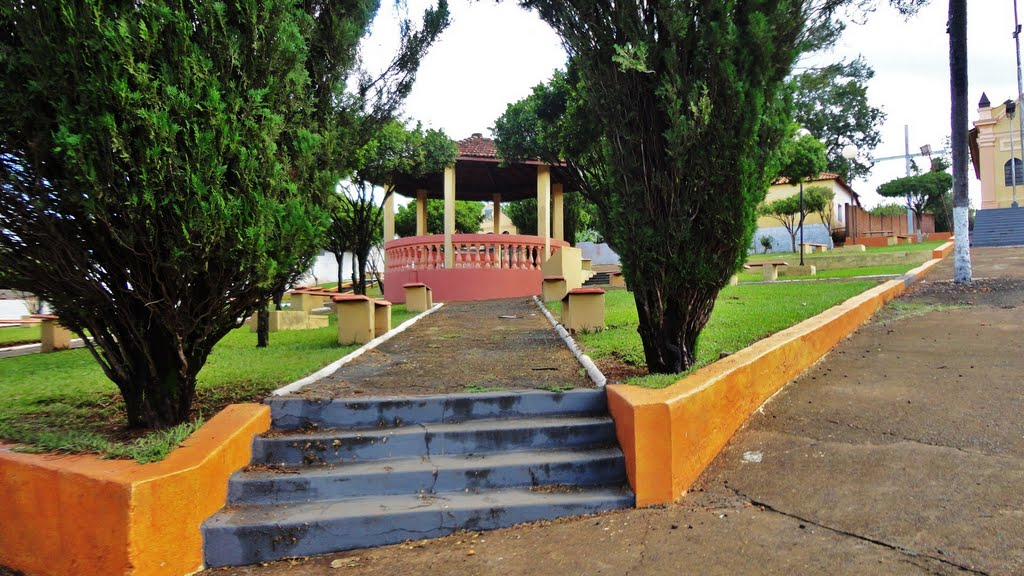
Praça e coreto.

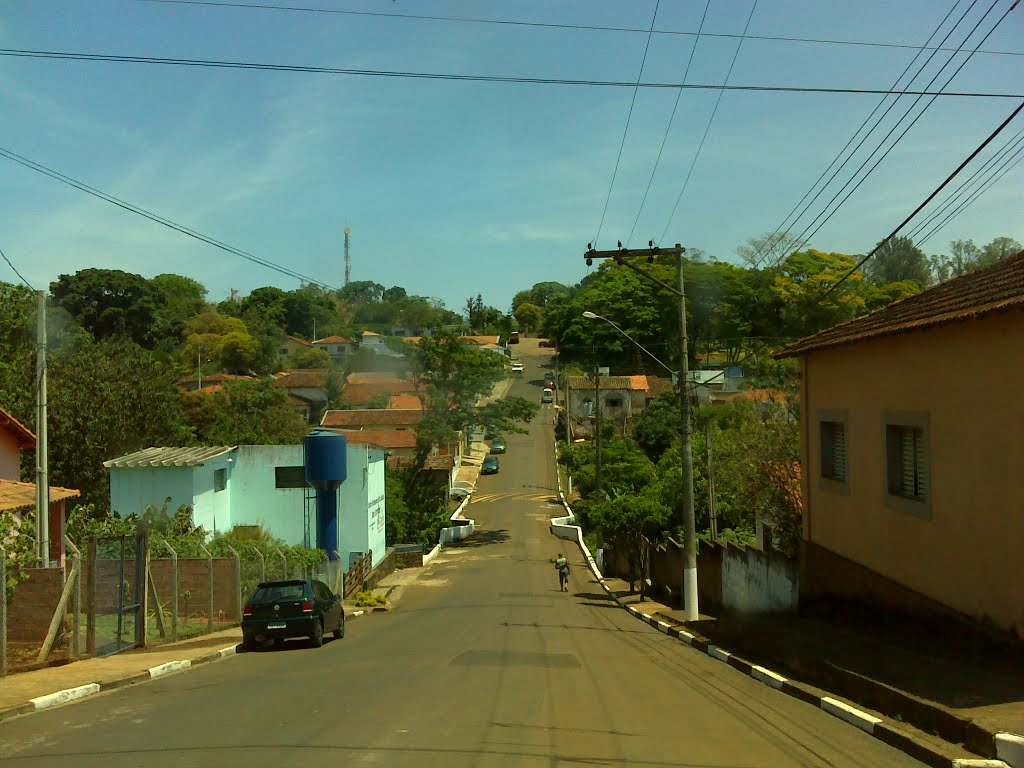
Aspecto local.

### Registro civil
Atualmente é feito no distrito de Água Vermelha, pois o Cartório de Registro Civil das Pessoas Naturais do distrito foi extinto pelo  Tribunal de Justiça do Estado de São Paulo e seu acervo foi recolhido ao cartório deste distrito. Os primeiros registros dos eventos vitais realizados neste cartório são:
- Nascimento: 11/04/1913
- Casamento: 12/04/1913
- Óbito: 24/08/1913

### Saneamento
O serviço de abastecimento de água é feito pelo Serviço Autônomo de Água e Esgoto (SAAE).

### Energia
A responsável pelo abastecimento de energia elétrica é a CPFL Paulista, distribuidora do Grupo CPFL Energia.

### Telecomunicações
O distrito era atendido pela Telecomunicações de São Paulo (TELESP), que inaugurou a central telefônica utilizada até os dias atuais. Em 1998 esta empresa foi vendida para a Telefônica, que em 2012 adotou a marca Vivo para suas operações.

## Cultura

### Museu de Pedra

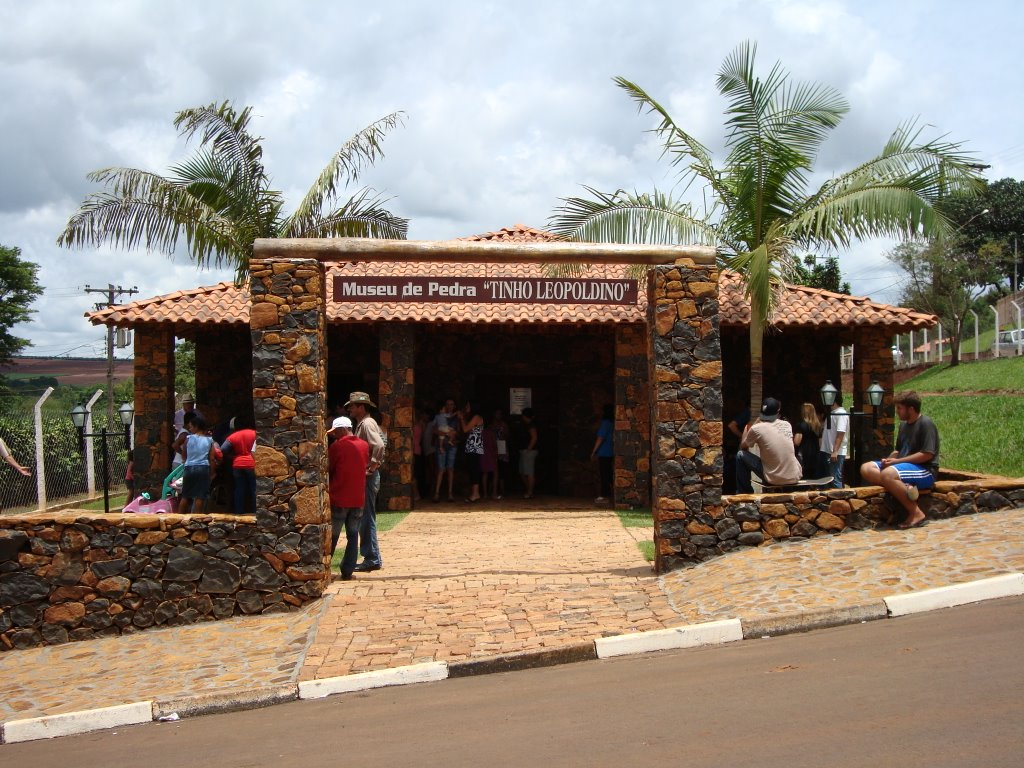
Museu de Pedra.

Inaugurado em 2008 o Museu de Pedra, que conta a história do distrito, leva o nome “Tinho Leopoldino”, homenagem à Ayrton Salvador Leopoldino Júnior, agropecuarista, proprietário de uma das fazendas localizadas nas proximidades, e que passou grande parte de sua infância no distrito.
O objetivo na criação do museu foi o de retratar a história do distrito por meio de objetos, documentos e fotos, entre outros, sendo que seu acervo provém de doações de famílias do distrito, tendo um papel importante na preservação da memória de Santa Eudóxia.
O museu foi construído em pedra ferro, material abundante no local, que traz características das construções antigas. Também os materiais usados na sua construção foram doados por família e fazendas da região.

### Fazenda Santa Eudóxia

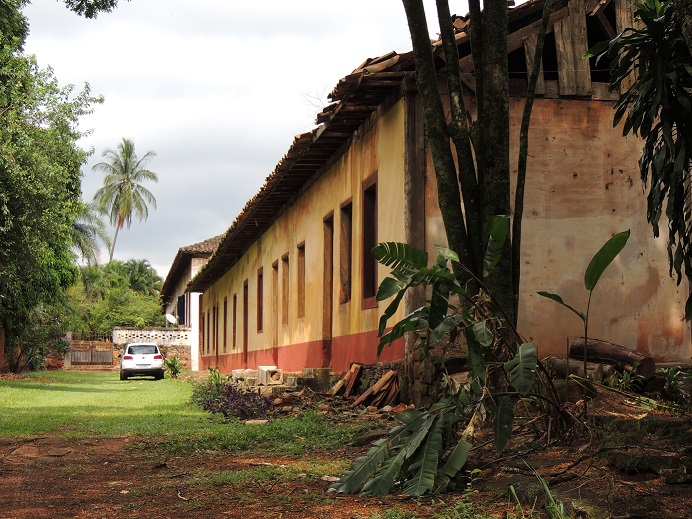
Fazenda Santa Eudóxia.

O local é um patrimônio histórico tombado pelo CONDEPHAAT (Conselho de Defesa do Patrimônio Histórico, Artístico, Arqueológico e Turístico do Estado de São Paulo) no ano de 1985.
A Fazenda Santa Eudóxia pertenceu ao Coronel Francisco da Cunha Bueno e a seu genro e sobrinho Alfredo Ellis. Por volta do ano de 1874, com a ajuda de escravos, eles abriram o mato e iniciaram a plantação de café, transformando-se em grandes latifundiários e pioneiros da cafeicultura no sertão do Mogi-Guaçu.
A sede da fazenda foi construída na segunda metade do século XIX, e está localizada na encosta de um morro. A construção possui fundações de pedra e estrutura de pau-a-pique. Pela irregularidade do terreno, é assobradada na elevação frontal e térrea na posterior, sobre arrimo de pedra.

## Religião

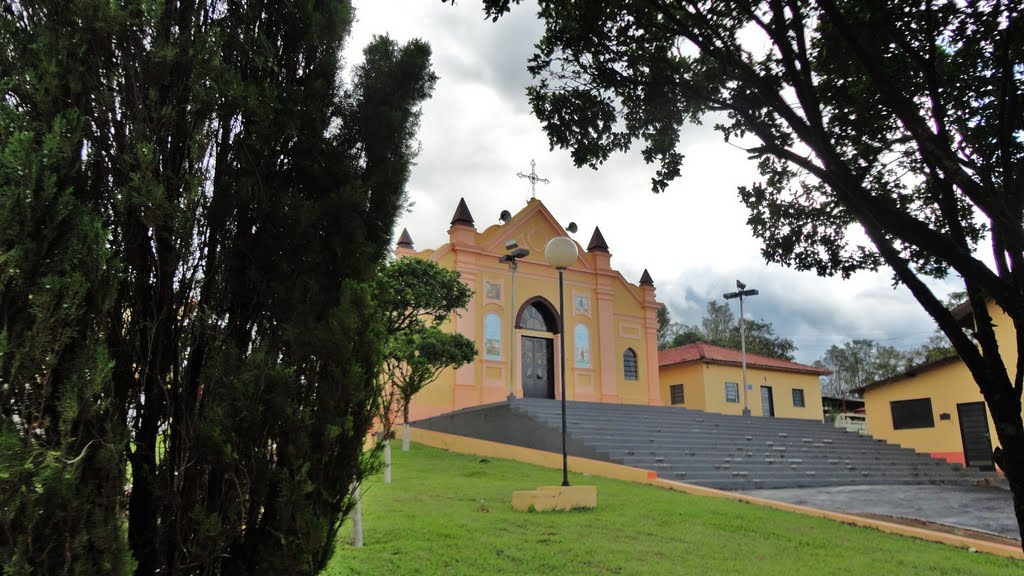
Igreja.

O Cristianismo se faz presente no distrito da seguinte forma:

### Igreja Católica
- Paróquia Santa Eudóxia - faz parte da Diocese de São Carlos[28].

### Igrejas Evangélicas
- Congregação Cristã no Brasil[29].